# پهنای‌باند وی‌اف
در سامانه‌های پخش تلویزیونی، پهنای‌باند وی‌اف (به انگلیسی: VF bandwidth)، پهنای‌باند ویدئو (به انگلیسی: video bandwidth) یا به‌طور رسمی‌تر، پهنای‌باند فرکانس ویدئویی محدوده فرکانس‌های بین ۰ و بالاترین فرکانس مورد استفاده برای انتقال تصویر زنده تلویزیونی است. حداکثر فرکانس را می‌توان با ضرب سه عدد پیدا کرد؛ تعداد فریم (تصاویر) بر ثانیه، تعداد خطوط بر فریم و حداکثر تعداد دوره‌های سینوسی بر خط. در جدول زیر تعداد فریم بر ثانیه، تعداد خطوط بر فریم و پهنای‌باند ویدئو در سامانه‌های مختلف نشان داده شده است.
| نام سیستم‌ها | تعداد فریم بر ثانیه | تعداد خطوط بر فریم | پهنای‌باند ویدئو، (مگاهرتز) |
| ----------- | ------------------- | ------------------ | -------------------------- |
| الف         | ۲۵                  | ۴۰۵                | ۳                          |
| B -CGH      | ۲۵                  | ۶۲۵                | ۵                          |
| DKL         | ۲۵                  | ۶۲۵                | ۶                          |
| E           | ۲۵                  | ۸۱۹                | ۱۰                         |
| ام جی       | ۳۰                  | ۵۲۵                | ۴٫۲                        |
| ن           | ۲۵                  | ۶۲۵                | ۴٫۲                        |